# 昆玉铁路
昆玉铁路是运行于中华人民共和国云南省昆明市和玉溪市之间的铁路，是规划建设的泛亚铁路东线（昆玉河铁路）的组成部分。现有线路全长88公里，由东南环线和昆阳至玉溪铁路两部分组成，为双线电气化铁路，最高运行时速为每小时200公里。
昆玉铁路由铁道部和全国地方协会联合组建，1989年12月18日破土动工，1993年12月通车，由玉溪市政府与昆明铁路局组建的昆玉铁路公司负责经营，属地方一级铁路，是中国第一条地方投资修建的铁路。
2010年11月28日开始扩能改造，昆明——玉溪段新建双线电气化铁路昆玉河铁路。2016年10月28日开行检测动车组联调联试，2016年12月15日扩能改造建成通车。2016年12月29日，昆玉铁路开行昆明南站始发，往玉溪站方向的动车组。
新昆玉段投用后，老昆玉铁路被闲置。2022年，玉溪市当地政府利用废弃的老昆玉铁路玉溪城市区段改建城市公园项目“翡翠项链——城市客厅”。2023年10月29日，老昆玉铁路扩能改造项目启动，运输能力将大幅提升，以缓解中老铁路昆玉段运输能力饱和的问题。